# Pulszky Ferenc-díj
A Pulszky-Ferenc-díj a Pulszky Társaság – Magyar Múzeumi Egyesület által adományozott szakmai elismerés muzeológusoknak, restaurátoroknak vagy közművelődési szakembereknek, kiemelkedő szakmai életútjuk elismeréseként, mellyel jelentős mértékben hozzájárultak a magyar múzeumügy fejlődéséhez, a múzeumokban őrzött tudás széleskörű társadalmi népszerűsítéséhez. A díjra múzeumi munkatársak vagy közösségek nyújthatnak be jelölést, díjazottai személyéről az elnökség előterjesztése alapján a választmány dönt. A díjjal járó emlékplakett és oklevél átadására az éves közgyűlésen kerül sor. A díjat minden évben legfeljebb két szakember kaphatja meg.
2004 óta 13 alkalommal ítélték oda egy vagy több jeles szakembernek, 2004-ben hat személynek (2010-ben nem adták ki).

## Díjazottak

### 2004
- Domonkos Ottó
- Éri István
- Király Árpád
- Minárovics János
- Szentléleky Tihamér
- Varga Gyula

### 2005
- Janó Ákos
- Szilágyi János György

### 2006
- Dankó Imre

### 2007
- Módy György

### 2009
- F. Dózsa Katalin
- Gráfik Imre

### 2011
- Kelevéz Ágnes

### 2012
- Czeglédy Ilona

### 2013
- Bánkuti Albin

### 2014
- Bodó Sándor

### 2015
- Kecskeméti Tibor

### 2016
- Viga Gyula[1]

### 2017
- Dr. Kriston Vízi József[2]

### 2018
- Füköh Levente